# Lynn (Alabama)
Lynn è un comune degli Stati Uniti d'America situato nella contea di Winston dello Stato dell'Alabama.